# Georges Gurvitch
Georges Gurvitch (em russo:  Гео́ргий Дави́дович Гу́рвич); (Novorossiysk, 1 de novembro de 1894 — Paris, 12 de dezembro de 1965) foi um sociólogo e jurista russo que atuou prevalentemente na França e cujas obras foram traduzidas para vários idiomas.
Um dos principais sociólogos de sua época e um especialista em Sociologia do Conhecimento. Em 1944,  ele fundou a revista Cahiers Internationaux de Sociologie e ocupou uma cadeira de sociologia na Universidade da Sorbonne, em Paris.

## Principais teses
Gurvitch é uma figura importante no desenvolvimento da Sociologia na França e da sociologia jurídica em particular. Assim como outros sociólogos ele insistiu que as leis não são regras ou decisões produzidas, interpretadas e aplicadas apenas pelas agências do Estado. Grupos e comunidades de vários tipos, sejam formais ou informalmente organizadas, produzem regulamentos para si e para outros. Esse é um direito social ou direito informal que pode ser fixado em costumes ou totalmente espontâneo e intuitivo. Mas o importante é que está sempre presente, coexiste com o direito mais formalizado que o Estado produz. 
O pluralismo jurídico de Gurvitch é mais rigoroso e radical do que se constata na maioria dos grandes sociólogos e localiza uma imensa variedade de tipos de leis em vários tipos de interações sociais que se distinguiram em seus escritos. Ele viu a necessidade de enfatizar a realidade e a importância da legislação social e dos direitos sociais, em oposição ao que ele chamou de direito individual. O direito seria a normatividade social, onipresente e multiforme. Surge espontaneamente e regula a vida social a partir de vários centros, sendo que o Estado nunca consegue controlar o direito, mesmo dizendo que possui o monopólio jurídico e a soberania. 
Sua carta de Direitos Sociais, elaborado no final da II Guerra Mundial, foi uma tentativa de afirmar um modelo jurídico de direitos sociais para o mundo pós-guerra.

## Obras de Gurvitch
- The Social Frameworks of Knowledge, (1972)
- 1930, Tendances Actuelles de la Sociologie Allemande, Paris, J. Vrin.
- 1932 - L'Idée du Droit Social, Paris, Sirey.
- Essai de Sociologie, (1939)
- L'Expérience Juridique et la Philosophie Pluraliste du Droit, Paris, Pedone.
- Sociology of Law, New York, Philosophical Library, 1942.
- 1946 - La Déclaration des Droits Sociaux, Paris, J. Vrin.
- 1948 - Moral Théorique et Science des Moeurs, Presses Universitaires de France
- Le concept des classes sociales de Marx à nos jours, (1954)  1955 - Déterminismes Sociaux et Liberté Humaine, P.U.F.   1956 - "La crise de l''explication en Sociologie", Cahiers Internationaux de Sociologie, XXI.   1960 - Traité de Sociologie, 2 vol. em português:  Tratado de Sociologia. Lisboa  Dialectique et sociologie, (1962)

### Em português
- MORAIS, José Luis Bolsan de. A idéia de direito social. O pluralismo jurídico de Georges Gurvitch. Porto Alegre: Livraria do Advogado, 1997.
- Outros idiomas
- Banakar, Reza, “Integrating Reciprocal Perspectives: On Georges Gurvitch’s Theory of Immediate Jural Experience” in 16 /1 Canadian Journal of Law and Society. 2001..
- Banakar, Reza, “Georges Gurvitch” in Encyclopedia of Law and Society: American and Global Perspectives. Thousand Oaks: SAGE. 2006.
- Belley, Jean-Guy,  "Georges Gurvitch et les professionnels de la pensée juridique" in 4 Droit et Société 353-70 (1986)
- Bosserman , Phillip, Dialectical Sociology: An Analysis of the Sociology of Georges Gurvitch. Boston: Porter Sargent (1968)
- Carbonnier, Jean, "Gurvitch et les juristes" in 4 Droit et Société 347-51 (1986).
- Hunt, Alan, "The Sociology of Law of Gurvitch and Timasheff: A Critique of Theories of Normative Integration" in Research in Law and Sociology, Vol. 2, pp. 169-204 (1979),
- McDonald, Pauline. "The Legal Sociology of Georges Gurvitch" in 6 British Journal of Law and Society 24-52 (1979).
- Noreau, Pierre, Andre-Jean Arnaud, "The Sociology of Law in France: Trends and Paradigms" in 25  Journal of Law and Society 258-83 (1998).